# Paracordylodontidae
Famille
Genres de rang inférieur
- †Cooperignathus
- †Fahraeusodus
- †Oelandodus
- †Paracordylodus
- †Protoprioniodus

Paracordylodontidae est une famille éteinte de conodontes. 

## Genres
- †Cooperignathus
- †Fahraeusodus
- †Oelandodus
- †Paracordylodus
- †Protoprioniodus